# 波江座λ型變星
波江座λ型變星是Be星的一類，它的光度振幅很微小，只有百分之幾的星等。它的變化非常規律，週期在0.5至2.0天之間，最初被描述為週期性的Be星。波江座λ是此類變星的原形，也是範例。變化歸因於非徑向脈動，是不均勻的旋轉盤或恆星本身的旋轉。
這種恆星不是很少被分類就是分類不正確。變星總表中還未分類出波江座λ型變星，只有仙后座γ型變星是GCAS和Be星是非GCAS。波江座λ本身也被錯誤的列為仙王座β型變星。美國變星觀測者協會（AAVSO）定義了波江座λ型變星：LERI（Lambda Eridani variable）。包括波江座λ在內，16顆是波江座λ型變星，5顆疑似，13顆與其它類型變星結合在一起。